# Narail
Narail är en ort i Bangladesh.   Den ligger i provinsen Khulna, i den centrala delen av landet, 110 km sydväst om huvudstaden Dhaka. Narail ligger 11 meter över havet och antalet invånare är 55 112.
Terrängen runt Narail är mycket platt. Runt Narail är det tätbefolkat, med 881 invånare per kvadratkilometer.. Narail är det största samhället i trakten.
Trakten runt Narail består till största delen av jordbruksmark.